# Pandémie de Covid-19 à Sainte-Lucie
La pandémie de Covid-19 à Sainte-Lucie démarre officiellement le 13 mars 2020. À la date du 26 octobre 2022, le bilan est de 404 morts.

## Contexte
Le 12 janvier 2020, l'Organisation mondiale de la santé (OMS) a confirmé qu'un nouveau coronavirus était à l'origine d'une maladie respiratoire chez un groupe de personnes de la ville de Wuhan, dans la province du Hubei, en Chine, qui a été signalée à l'OMS le 31 décembre 2019,.
Le taux de létalité lié au Covid-19 a été beaucoup plus faible que le SRAS de 2003,, mais la transmission a été significativement plus élevée, avec un nombre total de décès important.

## Chronologie

### Mars 2020
Le 13 mars 2020, le premier cas à Sainte-Lucie a été confirmé. La patiente est une femme de 63 ans ayant des antécédents de voyage en provenance du Royaume-Uni. Le ministère de la Santé et du Mieux-être a confirmé un deuxième cas le 14 mars 2020. Les patients ont été rapatriés au Royaume-Uni les 24 et 25 mars.
Le 20 mars 2020, le Premier ministre Allen Chastanet a annoncé que Sainte-Lucie mettrait en œuvre des mesures de distanciation sociale, y compris la suspension des activités commerciales non essentielles du 23 mars au 5 avril. Le gouvernement a également imposé un couvre-feu de 23 h à 5 h. Le 29 mars, le Premier ministre a prolongé la fermeture jusqu'au 14 avril et prolongé le couvre-feu à 20 heures-5 heures.
Le 23 mars 2020, le gouvernement de Sainte-Lucie a déclaré l'état d'urgence et annoncé la fermeture des aéroports du pays aux vols de passagers entrants jusqu'au 5 avril.
Le 27 mars 2020, le ministère de la Santé a commencé à effectuer localement des tests au Covid-19 et, le 29 mars, il a signalé le premier cas de transmission locale parmi six nouveaux cas confirmés. Le ministère a également signalé que 300 personnes étaient placées sous quarantaine surveillée.
Le 29 mars 2020, tous les restaurants, bars et licences d'alcool devaient fermer.
Le 31 mars 2020, le Premier ministre a annoncé un couvre-feu de 24 heures confinant toutes les personnes à leur lieu de résidence de 5 heures du matin le 1er avril à 5 heures du matin le 7 avril. Au moment de l'annonce, les personnes étaient déjà sous couvre-feu, ce qui signifie qu'elles ne pouvaient pas prendre de dispositions pour le nouveau couvre-feu.

### Avril 2020
Le 1er avril 2020, le Premier ministre a annoncé que les mini-marchés et boulangeries seraient ouverts pour une durée limitée afin de permettre aux gens d'acheter des marchandises. Le 2 avril, les habitants de Sainte Lucie ont fait la queue en longues files devant les magasins brièvement ouverts, ignorant pour la plupart les appels du Premier ministre à pratiquer la distanciation sociale.
Le 5 avril 2020, le Premier ministre a annoncé que Sainte-Lucie reviendrait à un couvre-feu de 19 heures à 5 heures pour une durée totale de 10 heures du 7 avril au 13 avril. Les entreprises essentielles seraient autorisées à fonctionner de 7 h à 16 h, sauf pendant les vacances du Vendredi Saint, de Pâques et du lundi de Pâques.
Le 8 avril 2020, un programme de stabilisation sociale a été annoncé pour les personnes devenues sans emploi à cause de la pandémie de coronavirus, ou qui sont vulnérables, et un programme de soutien économique aux entreprises.
Sarah Flood Beaubrun, ministre des Affaires extérieures, a annoncé qu'elle travaillait avec les États-Unis et le Canada pour renvoyer les Saint-Luciens bloqués à l'étranger.
Le 12 avril 2020, le gouvernement a prolongé le couvre-feu de 10 heures de 19 heures à 5 heures du matin et la fermeture commerciale partielle jusqu'au 26 avril. Le gouvernement a ajouté des quincailleries et des fournitures pour la maison à la liste des entreprises autorisées à fonctionner pour permettre la préparation de la sécheresse et des ouragans.
Le 21 avril 2020, les premiers ressortissants nationaux ont été rapatriés. Les rapatriés sont huit employés de Norwegian Cruise Line qui étaient ancrés sur la côte de la Barbade depuis le 9 avril.
Le 22 avril 2020, le médecin-chef Sharon Belmar-George a annoncé que les 15 cas confirmés du pays s'étaient tous rétablis, y compris ceux à haut risque en raison de leur âge ou de conditions préexistantes. Toutes les mesures, y compris le couvre-feu, resteront en vigueur pour le moment, et Belmar-George a mis en garde contre une nouvelle recrudescence à l'avenir. Le Premier ministre Allen Chastanet a été interrogé sur la levée de la restriction d'alcool. Chastanet l'examinera, mais souhaite suivre les conseils du médecin-chef. Le 30 avril, Chastenet a annoncé que l'interdiction d'alcool ne serait pas levée.
Le Cabinet de Sainte-Lucie a accepté de réduire son salaire de 75% en raison de la crise économique causée par le coronavirus et la perte de revenus du tourisme. Le gouvernement se réunira le 28 avril pour faire face à la perte de revenus.
Le 24 avril 2020, le ministère de la Santé a annoncé : « Bien que ce taux de récupération de 100% nous fournisse une étape importante à reconnaître, nous, au ministère de la Santé, continuons à avertir le public que tout gain obtenu ne doit pas être compris comme une raison de laisser sur notre garde ou pour jeter la prudence au vent ». Entre le 21 et le 24 avril, 60 tests ont été effectués, tous négatifs.
Au 28 avril 2020, il y a maintenant 17 cas confirmés, dont 15 se sont rétablis. Les deux nouveaux cas sont une mère de 54 ans isolée depuis le 4 mars et son fils de 20 ans.
Le 30 avril 2020, la Banque mondiale fournira 10,5 millions de dollars à Sainte-Lucie pour sa réponse au Covid-19.

### Mai 2020
Le 2 mai 2020, l'Unité des affaires de la diaspora de Sainte-Lucie a signalé que 29 Sainte-Luciennois étaient décédées à l'étranger des suites du Covid-19 : 22 aux États-Unis, six au Royaume-Uni et un en Suisse.

## Mesures préventives
- Toutes les écoles sont fermées[28].
- Les entreprises non essentielles sont fermées[10].
- Couvre-feu entre 23h00 et 05h00. Modifié de 19h00 à 05h00 le 5 avril[17].
- Les bars sont fermés et les restaurants sont limités au service de plats à emporter et de service au volant uniquement. Vente d'alcool interdite[12],[13].
- Les ports[29] et les aéroports sont fermés.
- Réouverture limitée des minimarts et des boulangeries[16]. Les fournitures pour la maison et les shorts de matériel ont rouvert[20]. La construction sera autorisée sous conditions, réouverture des magasins de tissus[30].

## Statistiques

Nombre de cas à Sainte-Lucie depuis le début de l'épidémie.

Nombre de morts à Sainte-Lucie depuis le début de l'épidémie.